# Panthera tigris acutidens
Panthera tigris acutidens es una subespecie extinta de tigre que vivió en Asia durante el periodo Pleistoceno temprano de la era Cenozoica y es considerado como el antecesor de las subespecies continentales de Panthera tigris.

## Descripción
Este félido tenía un tamaño similar al del actual tigre del sur de China (Panthera tigris amoyensis), pero sus huesos metapodiales tenían una constitución física mucho más masiva que la de cualquier tigre actual.

### Restos
Los primeros restos de Panthera tigris acutidens fueron descubiertos en China en la localidad de Yen Ching Kao, en Wanhsien, durante un conjunto de expediciones científicas llevadas a cabo en la zona entre 1921 y 1926, siendo su descubridor el paleontólogo dr. Walter Granger. Los fósiles de tigre descubiertos en Wanhsien consistían principalmente en restos craneales, como un cráneo aplastado pero casi completo (AMNH 18624), la parte anterior de un cráneo con la mandíbula inferior intacta (AMNH18 737), un fragmento del maxilar izquierdo junto con un alvéolo dentario (AMNH 18741), la rama izquierda de una mandíbula inferior con los alvéolos dentarios, los incisivos, un canino completo, y un conjunto completo de dientes permanentes (AMNH 18740) así como algunos restos de crías (AMNH 18738) y huesos de las extremidades y las patas, los cuales incluyen un húmero, cinco metacarpianos, una tibia, dos metatarsos y un astrágalo. A partir del estudio de estas muestras Hooijer determinó a partir de la comparación con los huesos de grandes felinos modernos que estos especímenes de China eran tigres, adicionalmente también se descubrieron junto a los tigres restos de otras criaturas como Stegodon y de calicoterios, y debido a esto se pensó inicialmente que todos los restos fósiles databan del Plioceno, pero estudios posteriores demostraron que los restos del tigre en realidad se remontaban al Pleistoceno temprano. También se han descubierto restos de estos felinos en el sitio arqueológico de Zhoukoudian ubicado unos 42 km al suroeste de Pekín, China, los cuales tienen entre 230 000 y 460 000 años de antigüedad, sin embargo, estos restos indican animales de talla más pequeña que los de otras localidades como Wanhsien o la isla de Lyakhov, estos últimos con una antigüedad de entre 80.000 y 65.000 años, aunque análisis filogenéticos recientes indican que estos fósiles, así como los encontrados en Beringia no corresponderían a Panthera tigris sino a Panthera leo.